# Francisco Javier Santana Michel
Francisco Javier Santana Michel (El Limón, Jalisco, 31 de enero de 1958 - El Grullo, Jalisco, 18 de noviembre de 2015 ) fue un profesor y botánico mexicano.

## Honores

### Eponimia
- Bernardia santanae McVaugh, 1995[2]
- Salvia santanae Ramamoorthy ex J.G.González & Guzm.-Hern., 2012[3]
- La abreviatura «Santana Mich.» se emplea para indicar a Francisco Javier Santana Michel como autoridad en la descripción y clasificación científica de los vegetales.[4]